# Mirosława Suska
Mirosława Suska (ur. 24 grudnia 1944 r. w Łodzi) – bibliotekarka, nauczycielka akademicka, działaczka opozycji antykomunistycznej. Absolwentka historii na Uniwersytecie Łódzkim i filozofii na Uniwersytecie Warszawskim.

## Życiorys
W latach 1973–1979 i 1981–1983 pracowała jako asystentka w Katedrze Filozofii, a następnie Instytucie Filologii Germańskiej Uniwersytetu Łódzkiego, w latach 1984–2008 zatrudniona w Bibliotece Uniwersyteckiej w Łodzi, na stanowisku kustosza i kierownika Działu Gromadzenia i Uzupełniania Zbiorów.
W latach 1968–1979 należała do PZPR, z której została usunięta za działalność opozycyjną. W 1976 była sygnatariuszką listu przeciw zmianom w Konstytucji PRL. Od 1976 roku utrzymywała kontakty z współpracownikami Komitetu Obrony Robotników: Józefem Śreniowskim, Ewą Sułkowską-Bierezin, Witoldem Sułkowskim, od których otrzymywała czasopisma drugiego obiegu. Nazwisko Mirosławy Suskiej znajduje się w wykazach osób represjonowanych, zamieszczanych w Komunikatach KSS „KOR”.
W drugiej połowie lat 70. XX w. w jej mieszkaniu w Łodzi Służba Bezpieczeństwa założyła podsłuch, śledzono ją podczas wyjazdów naukowych do Warszawy. W 1978 w wyniku działań Służby Bezpieczeństwa skierowano wniosek do kolegium ds. wykroczeń przeciwko Mirosławie Suskiej, oskarżonej o zakłócenie ciszy nocnej. Skazanie wykorzystano do zwolnienia jej z pracy na Uniwersytecie Łódzkim. SB poczyniła uzgodnienia z rektorem Uniwersytetu Łódzkiego, w wyniku którego w 1979  pozbawiono ją stanowiska asystenta i uniemożliwiono obronę pracy doktorskiej nt. twórczości Hegla. W 1981 przywrócono ją do pracy na Uniwersytecie Łódzkim (Instytut Filologii Germańskiej, a następnie Biblioteka Uniwersytecka).
Od 1980 była członkiem NSZZ „Solidarność”, w 1981 podczas strajku studentów łódzkich prowadziła dla nich wykłady z historii myśli politycznej. Brała udział w manifestacjach patriotycznych i działaniach pomocowych i charytatywnych na rzecz członków związku. Od 1984, tj. od czasu podjęcia pracy w Bibliotece Uniwersyteckiej w Łodzi kolportowała książki i czasopisma drugiego obiegu.
Odznaczona Srebrnym Krzyżem Zasługi i odznaczeniami Uniwersytetu Łódzkiego.
Jest autorką artykułów zamieszczonych w czasopismach Uniwersytetu Łódzkiego (Zeszyty Naukowe Uniwersytetu Łódzkiego, Acta Universitatis Lodzensis, Kronika Uniwersytetu Łódzkiego), a także opracowania pt. Gromadzenie zbiorów w Bibliotece Uniwersytetu Łódzkiego w latach 1945–2004: zarys problematyki [w:] O nauce, dokumentach i informacji w bibliotekach Uniwersytetu Łódzkiego, pod red. S. Kurek-Kokocińskiej. Łódź: Wydawnictwo Uniwersytetu Łódzkiego, 2008, s. 103-114; ISBN 978-83-7525-158-6.